# Valóságos virtualitás (X-akták)
A Valóságos virtualitás az X-akták c. sorozat hetedik évadjának tizenharmadik része.

## Cselekmény
Egy számítógépes játékfejlesztő cégnél egy virtuális szobát fejlesztettek ki. Három fiatal éppen az ártalmatlan fegyverekkel játszik, amikor hirtelen feltűnik egy nő és egyiküket megöli. A három agytröszt Frohiki, Langley és Bayers Muldert és Scullyt hívja segítségül, hogy felderítsék az esetet. Amikor az ügynökök megérkeznek, megjelenik a számítógépes világ egy híres alakja. Darryl Mushasi, hogy kipróbálja a játékot. Ám a rejtélyes idegen nő őt is megöli. Muldernek nincs más választása, be kell hatolnia a virtuális világba, hogy elpusztítsa a veszélyes nőt. Mulder odabent bajba kerül, míg Scully kint megpróbálja kideríteni, hogy ki a nő. Sikerül megtudnia, hogy az egyik szoftverfejlesztő töltötte fel a gépre a nőt, de az már megállíthatatlanul önálló életet él. Scullynak nincs más választása, minthogy ő maga is beöltözzön és saját ügyességével mentse meg a társa életét.

## Külső hivatkozások
- Az epizódról a The X-Files Wikin (angol)